# Basili I de Moscou
Basili Dmítrievitx (rus: Василий Дмитриевич Moscou, 30 de desembre de 1371 - Moscou, 27 de febrer de 1425). Fill gran de Dimitri Donskoi i de la princesa Eudòxia, filla del gran príncep de Súzdal i Nijni-Nóvgorod Dmitri de Súzdal. Regnà al principat de Moscòvia d'ençà la mort del seu pare (1389-1425).

## El pioner en la unificació de Rússia
Basili no tenia més càrrecs que aquest: Gran Príncep de Moscòvia, ja que seguint l'estil del seu pare, tots els altres poders que heretà, els anà incorporant al principat, com una regió més. S'estava incubant l'Imperi Rus del segle xvi. Per començar, Basili I va annexionar el 1392 el gran territori de què disposava la seva mare Eudòxia: Nijni Nóvgorod. Aquest gran principat, va estar governat pel seu avi matern Dmitri de Súzdal fins a 1383, i també incloïa el gran principat de Súzdal des de 1350, quan aquest va unificar els dos territoris. El 1392, també annexionà el principat de Murom, i el 1397-1398, altres ciutats com Bejetski, Verkh, Vologda o Veliki Ustiug també passaren a formar part del principat moscovita.
D'altra banda, per arribar a l'esmentat Imperi Rus del segle xvi, els poders del príncep de Moscòvia havien de ser més grans i autoritaris que no fins ara, i la prova de l'avenç el tenim en Basili I. Durant el seu regnat, va fer reduir molt el poder que havien assolit els terratinents de la zona, i aquests poders judicials recaigueren en gran part als seus diputats i als caps dels vòlosts (regions del principat).

## El fracassat intent de desbancar el kan de l'Horda d'Or
L'altra faceta que el primer Basili moscovita va mostrar va ser el seu afany protector envers els possibles atacs dels tàrtaro-mongols que componien l'Horda d'Or. Per això, es va aliar amb Vytautas el Gran de Lituània el 1392 i tres anys més tard, quan a l'Horda d'Or Timur Kutlugh va fer fora del càrrec de kan a Tokhtamix, Basili I es negà a pagar-li el tribut, fent notar una alta voluntat d'insubordinació al kan.
Temur Qutlugh estava feble enfront l'aliança entre Moscou i Lituània, però tot empitjorà per Basili I amb l'inici del segle xv. El 1403-1404, Vytautas el Gran va capturar les ciutats de Smolensk i Viazma, que eren ciutats de propietat mongol, encara que des de feia moltes dècades eren una pugna entre lituans i moscovites. Aquesta lluita havia quedat frenada per l'aliança entre Vytautas i Basili, però amb els atacs del primer, les relacions amb Moscou van començar a ésser bastant turbulentes. Això ho va aprofitar el kan vigent el 1408 Edigu, per envair Iedigei aquell any amb un exèrcit encapçalat per Pulad Khan forçant Basili I a pagar de nou el tribut a l'Horda d'Or. La resta del regnat de Basili va ser força més conservador, i ja no va fer cap més gran fita.

## L'àmbit familiar de Basili

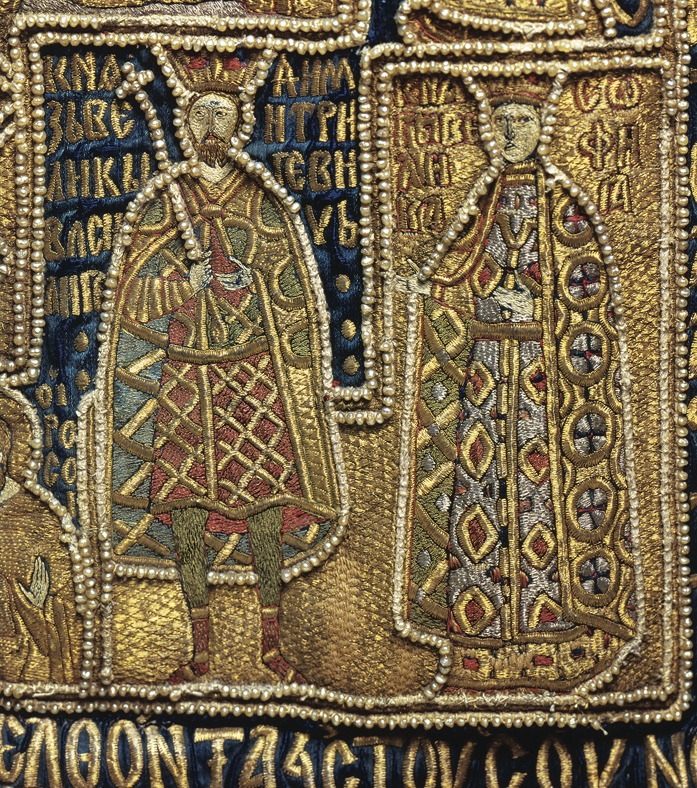
Basili I i Sofija

Tanmateix, s'ha d'apuntar que les diferències amb Vytautas no passaren d'això, ja que el 9 de gener de 1391 la seva filla Sofija contragué matrimoni amb Basili I. Amb ella, tingué nou fills: Anna (1393-1417), Yuri (nat el 30 de març de 1395), Ivan (que va néixer el 15 de gener de 1396), Anastàsia (nascuda el 1398), Daniïl (del 6 de desembre de 1401), Vassilissa (que el 1403 nasqué), Simeó (nat el 13 de gener de 1405), Basili II (l'hereu, va néixer 22 anys després que la seva germana Anna, el 15 de març de 1415) i Maria, de data de naixement desconeguda.
Com ja hem dit, a l'haver-se casat Basili I amb la filla del governador lituà, les corones lituanes i moscovites quedaven unides i, en teoria, el fill hereu de la parella, Basili, hauria d'haver heretat les dues parts, però no va ser així, ja que es va decretar a Lituània que la filla de Vytautas no podia heretar res per ser dona. Així doncs, a la mort de Basili I el febrer de 1425, Basili II heretà només el principat de Moscou.